# Monastero di San Giorgio dei Mangani

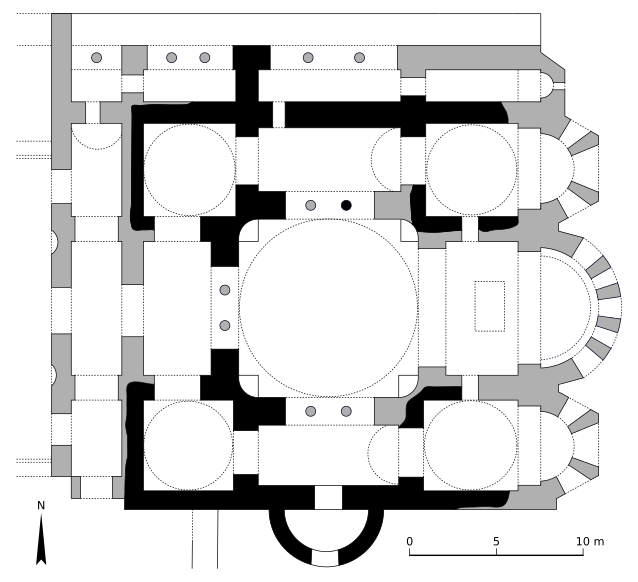
Planimetria del catholicon del monastero di San Giorgio dei Mangani

Il Monastero di San Giorgio dei Màngani (in greco medievale: Μονή Ἁγίου Γεωργίου τῶν Μαγγάνων o, semplicemente, Ἅγιος Γεώργιος τῶν Μαγγάνων) era un monastero di Costantinopoli, situato nel quartiere dei Mangani. Fatto costruire nell'XI secolo dall'imperatore Costantino IX Monomaco come parte di un più ampio complesso palaziale, sopravvisse a tutto il periodo bizantino. Fu demolito dagli Ottomani nel 1467 per permettere la costruzione del Palazzo di Topkapı.

## Storia

### Costituzione sotto Costantino IX

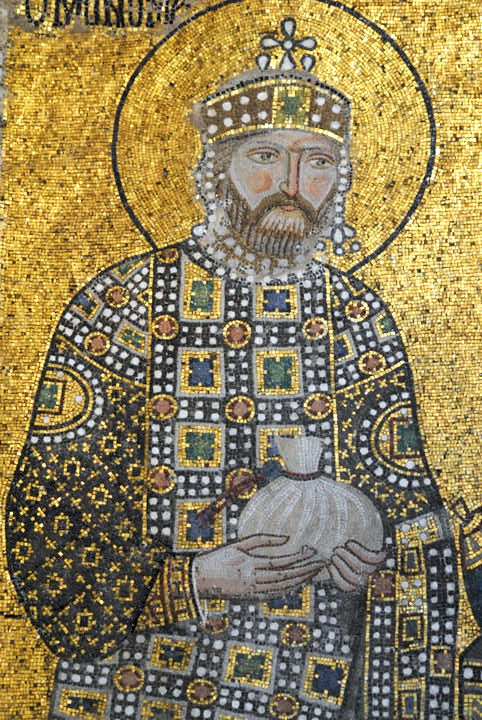
Costantino IX Monomaco

Il monastero di San Giorgio fu costruito per volontà dell'imperatore Costantino IX Monomaco (1042-1055) come parte di un più ampio progetto. Come riportano Teodoro Scutariota e la Cronografia di Michele Psello, l'imperatore Costantino, desideroso di espandere la propria residenza al di là del Gran Palazzo, ordinò la costruzione di un nuovo complesso imperiale nel quartiere dei Mangani. Questo vasto sistema di edifici, costruito tra il 1042 e il 1054, era circondato da un muro di cinta e si estendeva per almeno 800 metri. Oltre al monastero, il complesso comprendeva anche numerosi istituti per fornire assistenza a poveri, malati, anziani e viaggiatori, nonché una ricca biblioteca, un palazzo a cinque piani, una facoltà di diritto, bagni riforniti d'acqua da grandi cisterne e un sistema di lussureggianti giardini, descritti da Psello come così grandi da non poter vedere le mura di cinta da un capo all'altro di essi e da poter essere percorsi a cavallo.
Sempre nella Cronografia di Michele Psello, troviamo scritto che l'imperatore fece modificare o ricostruire più volte diverse sezioni della chiesa di San Giorgio nel tentativo di renderla più bella di Santa Sofia, ma questa particolare non sembra trovare piena conferma nelle indagini archeologiche. Quel che è certo è che il monastero divenne uno degli edifici più belli di Costantinopoli, e la sua magnificenza fu decantata da numerosi scrittori, tra cui Cristoforo di Mitilene, Giovanni Mauropo e lo stesso Psello. Le ingenti spese sostenute per la realizzazione di questa imponente opera, tuttavia, impoverirono notevolmente il tesoro imperiale, aumentando l'impopolarità di Costantino IX, la cui reputazione era già pessima tra il popolo a causa della sua relazione extraconiugale con Maria Scleraina; addirittura le malelingue dell'epoca insinuavano che l'imperatore avesse realizzato l'intero progetto edilizio appositamente per la propria amante, la cui residenza ufficiale si trovava proprio presso il complesso dei Mangani.
Durante il suo regno, il Monomaco concesse la "pronoia dei Mangani" (in greco πρόνοια τῶν Μαγγάνων?) a Costantino Licude, suo fedele consigliere e futuro patriarca di Costantinopoli. Sebbene i privilegi di pronoia fossero normalmente concessi a vita, nel 1059 il nuovo imperatore Isacco I Comneno costrinse Licude a rinunciarvi, portando il monastero sotto il diretto controllo imperiale.

### Periodo bizantino

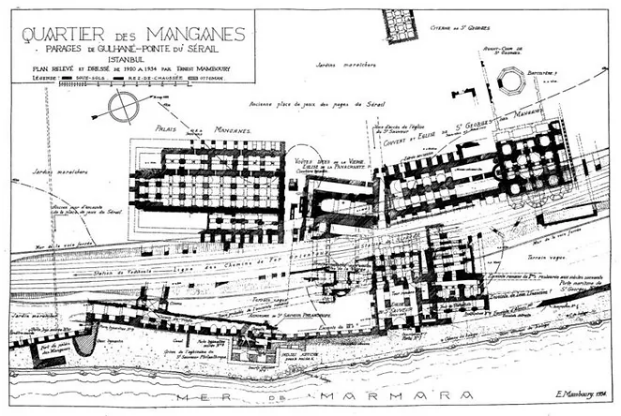
Mappa del complesso dei Mangani

Sin dalla sua costruzione, il monastero divenne l'istituto religioso più importante del distretto dei Mangani e uno dei più importanti di Costantinopoli. La comunità monastica riceveva periodicamente generose donazioni dagli imperatori e ogni 23 aprile, giorno della festa di San Giorgio, il monastero era meta di una visita della corte imperiale (tradizione che verrà portata avanti, salvo interruzioni temporanee, fino alla definitiva caduta della città). Parallelamente al prestigio del monastero crebbe anche quello dei suoi abati, che già agli inizi del XII secolo ottennero il titolo di protosynkellos, secondi al solo patriarca ecumenico nelle gerarchie dei sinodi e nelle cerimonie ufficiali.
Sul finire del XII secolo, il monastero fu ulteriormente abbellito e una grande biblioteca fu aggiunta ai suoi edifici. Tuttavia l'imperatore Isacco II fece demolire il resto del complesso palaziale di Costantino IX per riutilizzarne i materiali per i propri edifici, il che fu considerato un sacrilegio a causa della vicinanza degli edifici al santuario. Nello stesso periodo, il monastero iniziò ad attrarre un sempre crescente numero di pellegrini, che giungevano da tutto l'impero per venerare le varie reliquie conservate nel catholicon di San Giorgio.
Durante il periodo di occupazione latina che seguì la quarta crociata, il monastero non perse il suo prestigio. Sopravvissuto senza particolari conseguenze alla conquista latina di Costantinopoli del 1204, esso mantenne il suo carattere monastico, venendo semplicemente convertito in un convento di rito latino e occupato da monaci cattolici, che vi rimasero fino alla riconquista di Costantinopoli di Michele VIII del 1261. Lo stesso imperatore tenne presso il monastero un sinodo nel 1279.
Il monastero raggiunse l'apice della sua fama e del suo prestigio nel XIV secolo, quando, grazie all'acquisizione di alcune reliquie della Passione, i Mangani divennero meta di pellegrinaggi provenienti da tutto il mondo ortodosso, compresa la Russia. Le entrate generate dai fedeli erano tali che persino nel XV secolo, quando l'impero era ormai prossimo a scomparire, il monastero continuò a essere un'istituzione solidissima dal punto di vista finanziario.

### Periodo ottomano
Il monastero fu saccheggiato durante la caduta di Costantinopoli nel 1453. Dopo essere stato occupato per un breve periodo dai dervisci, fu demolito nel 1467 per far posto al cantiere del Palazzo di Topkapı, per il quale fu riutilizzata parte dei materiali del monastero. I suoi giardini e i loro edifici furono invece conservati, diventando parte del parco del nuovo palazzo, e nella parte orientale ospitarono per qualche tempo un giardino zoologico.
Nel 1871, quasi tutte le poche strutture sopravvissute, tra cui l'abside maggiore del catholicon di San Giorgio, furono demolite e livellate per permettere la costruzione della ferrovia cittadina.

## Descrizione
Il monastero sorgeva su di una collina terrazzata artificiale situata nella parte più settentrionale del complesso dei Mangani, tra il monastero di Cristo Filantropo e il Kynegion. Nel punto più alto della collina si trovava il catholicon, che si stagliava al di sopra delle mura marittime, godendo di una vista panoramica del Bosforo e della costa asiatica.

### Catholicon

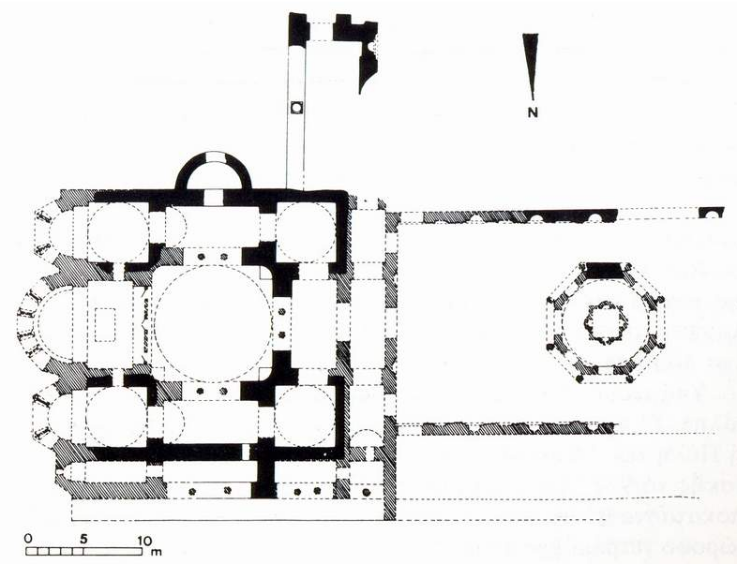
Planimetria del catholicon di San Giorgio e del cortile d'ingresso

L'ingresso principale del tempio si apriva verso ovest ed era raggiungibile tramite un lungo cortile porticato, al centro del quale si trovava una grande fontana ottagonale circondata da un colonnato monumentale che fungeva da battistero.
L'esatto aspetto della struttura, specialmente nella sua parte alta, non è noto con certezza, ma buona parte delle sue caratteristiche può essere dedotta dai resti conservatisi e dalle descrizioni dell'epoca.
Dal punto di vista estetico, la chiesa, costruita in muratura, presentava esteriormente una serie di strisce orizzontali alternate di malta a vista e mattoni rossi. L'edificio aveva una pianta quadrata a croce greca ed era diviso in tre navate, ciascuna terminante in un'abside. Una quarta abside, più piccola, era collocata al centro della parete meridionale. All'ingresso della chiesa si trovava inoltre un nartece, del quale però non si è conservata nessuna struttura o descrizione, così come non si conosce la conformazione esatta del presbiterio.
Nella parte superiore, l'edificio era con ogni probabilità coronato da cinque cupole, una più grande al centro e quattro più piccole agli angoli. La cupola maggiore, dal diametro di circa 10 metri, era sorretta da quattro grandi pilastri a forma di C, arrotondati nella parte interiore e intervallati da grandi archi di sostegno. Non è noto con chiarezza se le cupole avessero un'impostazione ottagonale, pseudo-ottagonale o tonda, ma quest'ultima è ritenuta l'ipotesi più probabile.
I pavimenti interni del catholicon erano ricoperti di marmi colorati, mentre le pareti erano decorati con lastre di marmo e fastosi mosaici.
Adiacente alla parete settentrionale del catholicon si apriva un ulteriore portico che, forse, collegava la chiesa ad una cappella ottagonale.

### Grande cisterna

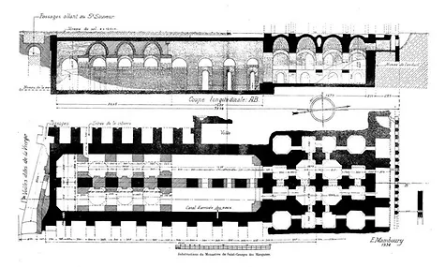
Planimetria della grande cisterna

Il monastero di San Giorgio era dotato anche di una serie di cisterne sotterranee, che garantivano un continuo afflusso di acqua fresca agli ambienti monastici e alle fontane dei giardini. La più grande di esse si trovava proprio al di sotto del catholicon del monastero, del quale costituiva le fondamenta.
Questa grande cisterna era divisa in due sezioni. La prima, più a nord, si trovava direttamente sotto alla chiesa e ne ricalcava la planimetria; il tempio sovrastante era sorretto da quattro grandi pilastri cruciformi che dividevano lo spazio in un grande ambiente ottagonale e dodici più piccoli quadrati, tutti coperti da soffitti a volta e comunicanti tra loro tramite aperture ad arco. La seconda sezione si estendeva invece verso sud, formando un lungo spazio diviso longitudinalmente in due ambienti con volte a botte da una serie di archi e pilastri; la parte terminale era ulteriormente rinforzata da pilastri aggiuntivi che sostenevano sei volte a vela. Le pareti della cisterna erano costruite in muratura mista di pietre e mattoni, su alcuni dei quali era inciso il monogramma dell'imperatore Costantino IX.

### Altri edifici
Il monastero era rifornito anche da un'altra ampia cisterna, situata una cinquantina di metri a ovest della precedente. Si trattava di una sala rettangolare divisa in 21 sezioni con soffitto a cupola da due file di sei colonne ciascuna.
A sud del catholicon era presente un'altra struttura, forse di carattere funerario, dotata di soffitti voltati sostenuti da archi, alla quale si accedeva tramite un doppio propileo. In uno spazio sottostante, probabilmente un'altra cisterna più piccola, sono stati rinvenuti numerosi bassorilievi di natura votiva risalenti all'XI secolo (vedi sotto la sezione reperti).
A metà strada tra la chiesa di San Giorgio e il palazzo dei Magani si trovava ultimo edificio, forse parte del monastero. Oggi costituito solo dai resti di una singola abside, si trattava probabilmente di una chiesa dedicata alla Theotokos Panachranta o di una cappella parte del vicino monastero della Pantanassa.

### Descrizione di Michele Psello
Michele Psello descrisse con queste parole il grande monastero una volta che fu completato:

## Sito archeologico
Ben poco si è conservato del monastero dopo le varie demolizioni. Oggi si conservano solo le fondamenta di alcuni edifici monastici, sporadiche sezioni di mura e alcuni singoli elementi architettonici. Questi resti si trovano oggi all'interno del parco di Gülhane, a circa 50 metri dalla costa, appena a ovest della linea ferroviaria che collega le stazioni di Sirkeci e Cankurtaran, e la maggior parte di essi giace ancora sotto il livello del suolo o ricoperta dalla vegetazione.

### Storia degli scavi
L'esatta posizione del monastero rimase incerta fino ai primi decenni del XX secolo. Le rovine furono scoperte casualmente nel 1921 dalle truppe francesi che occuparono Istanbul al termine della prima guerra mondiale e un primo scavo sommario fu condotto dagli archeologi Robert Demangel ed Ernest Mamboury tra il 1922 e il 1923. I due studiosi identificarono i reperti come appartenenti al monastero di San Giorgio dei Mangani e, dopo alcuni anni, pubblicarono i risultati delle loro indagini in un libro che rimane tuttora il principale testo sul monumento. Vari altri importanti archeologi e storici hanno preso parte a successive indagini, tra cui Raymond Janin, Cyril Mango, Charalambos Bouras e Nikolaos Oikonomides.
Una nuova campagna di scavi fu portata avanti nel 1976 dal Museo Archeologico di Istanbul, con l'obiettivo di recuperare quanti più reperti possibili prima dei lavori di ampliamento della vicina linea ferroviaria. Ulteriori indagini sono state eseguite anche in occasione del restauro delle mura cittadine negli anni 1980.

### Reperti
Nel corso degli scavi sono stati rinvenuti, abbandonati in una delle cisterne del monastero, diversi bassorilievi in marmo raffiguranti vari angeli e, soprattutto, madonne. Il più importante di questi reperti è una rappresentazione della Theotokos in piedi su di un piedistallo in atteggiamento orante. La mano destra (l'unica pervenutaci) è forata, una caratteristica che rimanda alla Blachernitissa, dalle cui mani sgorgava acqua. Da ciò si può quindi dedurre che il bassorilievo, sebbene l'esatto contesto cui apparteneva rimanga ancora ignoto, facesse originariamente parte di un hagiasma (fonte sacra), probabilmente legato al vicino monastero di Cristo Filantropo.

## Personalità legate al monastero
- Costantino III di Costantinopoli: primo pronoiarios del monastero e poi patriarca di Costantinopoli.[2]
- Maria Scleraina: amante dell'imperatore Costantino IX e signora titolare del monastero, fu inumata con ogni onore nella chiesa di San Giorgio.[4][1]
- Costantino IX Monomaco: committente della costruzione del monastero, Costantino IX contrasse la pleurite mentre faceva il bagno nelle piscine del monastero e morì l'11 gennaio 1055. Fu sepolto nella chiesa di San Giorgio accanto alla sua amante.[1][4][10]
- Maria d'Alania: quando Alessio I Comneno divenne imperatore, Maria d'Alania, vedova di Michele VII, lasciò il palazzo imperiale e si trasferì nel monastero dei Mangani, che rese il centro di una fastosa corte fino alla sua disgrazia e all'esilio sull'isola di Prinkipo nel 1094.[11]
- Alessio I Comneno: l'imperatore morì al quinto piano del monastero il 15 agosto 1118 dopo una lunga agonia, come riferisce la figlia Anna Comnena nell'Alessiade.
- Caritone di Costantinopoli: monaco e abate del monastero dei Mangani e poi patriarca di Costantinopoli.[1]
- Costantino Macroducas e Andronico Ducas: accusati di aver assassinato l'imperatore Andronico I, i due uomini furono lapidati e impalati davanti al Palazzo dei Mangani intorno al 1184.
- Giovanni Mesarites: trovò rifugio nel monastero quando la città fu conquistata dai crociati nel 1204.
- Patriarca Giovanni XI di Costantinopoli (1275-1282): Sostenitore dell'unione delle Chiese cattolica e ortodossa, trovò rifugio per un certo periodo nel monastero dei Mangani.
- Patriarca Isaia di Costantinopoli (1323-1334): coinvolto nel conflitto tra Andronico II e Andronico III, fu tenuto prigioniero.
- Marco di Efeso: il metropolita di Efeso studiò e visse per quasi 20 anni presso il monastero e qui fu sepolto dopo la sua morte, avvenuta il 23 giugno 1444.[1][12]
- Demetrio Cidone: durante la guerra civile bizantina del 1341-1347 si ritirò in un alloggio del monastero dopo aver ottenuto un adelphaton (il diritto di vivere in un monastero senza diventare monaco, concesso dietro pagamento di una somma di denaro).[2]
- Giovanni VI Cantacuzeno (1347-1354): Dopo aver abdicato, l'imperatore Giovanni VI prese l'abito monastico con il nome di Giosafà Cristodoulo il 10 dicembre 1354 nel monastero dei Mangani e vi rimase per qualche tempo in compagnia di Nicola Cabasila.[1][2][4]